# Lori McNeil
| jaar | rang enkelspel | rang dubbelspel |
| ---- | -------------- | --------------- |
| 1983 | 144            | –               |
| 1984 | 97             | –               |
| 1985 | 93             | –               |
| 1986 | 14             | 28              |
| 1987 | 11             | 4               |
| 1988 | 13             | 10              |
| 1989 | 36             | 16              |
| 1990 | 52             | 22              |
| 1991 | 19             | 19              |
| 1992 | 15             | 14              |
| 1993 | 25             | 12              |
| 1994 | 17             | 15              |
| 1995 | 34             | 15              |
| 1996 | 83             | 13              |
| 1997 | 305            | 37              |
| 1998 | 91             | 50              |
| 1999 | 890            | 95              |
| 2000 | –              | 58              |
| 2001 | –              | 29              |
| 2002 | –              | 89              |

Lori McNeil (San Diego, 18 december 1963) is een voormalig tennisspeelster uit de Verenigde Staten van Amerika. McNeil speelt rechtshandig en heeft een enkelhandige backhand. Zij was actief in het proftennis van 1983 tot en met 2002.

## Loopbaan

### Enkelspel
McNeil debuteerde in 1983 op het ITF-toernooi van Flemington (VS). Zij stond in datzelfde jaar voor het eerst in een finale, op het ITF-toernooi van Bethesda (VS) – zij verloor van landgenote Kristin Kinney. McNeil stapte al snel uit het ITF-circuit. Later won ze nog wel een ITF-titel, in 1998 in Rochester (VS).
In 1983 kwalificeerde McNeil zich voor het eerst voor een WTA-hoofdtoernooi, op het toernooi van Kansas City. Zij bereikte er de kwartfinale. Zij stond in 1986 voor het eerst in een WTA-finale, op het nieuwe toernooi van Oklahoma City. Hier verloor zij van de Nederlandse Marcella Mesker. Later dat jaar veroverde McNeil haar eerste WTA-titel, op het toernooi van Tampa, door landgenote Zina Garrison te verslaan. In totaal won zij tien WTA-titels, de laatste in 1994 in Birmingham.
Haar beste resultaat op de grandslamtoernooien is het bereiken van de halve finale, eenmaal op de US Open in 1987 en eenmaal op Wimbledon in 1994. Haar hoogste notering op de WTA-ranglijst is de negende plaats, die zij bereikte in juli 1988.

### Dubbelspel
McNeil behaalde in het dubbelspel nog betere resultaten dan in het enkelspel. Zij debuteerde in 1983 op het ITF-toernooi van Lakewood (VS) samen met landgenote Gigi Fernandez – hier veroverde zij haar eerste titel, door het duo Cathy Maso en Ros Riach te verslaan. In totaal won zij twee ITF-titels, de andere nog datzelfde jaar in Oklahoma City (VS).
In 1983 speelde McNeil voor het eerst op een WTA-hoofdtoernooi, op het toernooi van Kansas City, samen met landgenote Kylie Copeland. Zij bereikten er de halve finale. De week erna stond zij meteen in een WTA-finale, op het toernooi van Bakersfield, weer samen met Kylie Copeland – hier veroverde zij haar eerste titel, door het koppel Ann Henricksson en Patricia Medrado te verslaan. In totaal won zij 33 WTA-titels, de laatste in 2001 in Bahia, samen met de Zuid-Afrikaanse Amanda Coetzer.
Haar beste resultaat op de grandslamtoernooien is een finaleplaats op de Australian Open in 1987, samen met landgenote Zina Garrison. Haar hoogste notering op de WTA-ranglijst is de vierde plaats, die zij bereikte in november 1987.

### Landenteams
Driemaal (1987–1989) nam McNeil deel aan het Amerikaanse Wightman Cup-team. Eveneens drie keer (1988, 1992 en 1993) was zij lid van het Fed Cup-team van de VS.

## Palmares
| Legenda                |
| ---------------------- |
| Grandslamtoernooi      |
| Olympische Spelen      |
| Year-End Championships |
| Tier I                 |
| Tier II                |
| Tier III               |
| Tier IV & V            |

### WTA-finaleplaatsen enkelspel
| nr.              | finale     | toernooi          | ondergrond    | tegenstandster      | score         |
| ---------------- | ---------- | ----------------- | ------------- | ------------------- | ------------- |
| gewonnen finales |            |                   |               |                     |               |
| 01.              | 1986-09-21 | WTA Tampa         | hardcourt     | Zina Garrison       | 2-6, 7-5, 6-2 |
| 02.              | 1986-09-28 | WTA Tulsa         | hardcourt     | Beth Herr           | 6-0, 6-1      |
| 03.              | 1988-02-28 | WTA Oklahoma      | tapijt (i)    | Brenda Schultz      | 6-3, 6-2      |
| 04.              | 1988-07-17 | WTA Newport (VS)  | gras          | Barbara Potter      | 6-4, 4-6, 6-3 |
| 05.              | 1989-08-20 | WTA Albuquerque   | hardcourt     | Elna Reinach        | 6-1, 6-3      |
| 06.              | 1991-02-17 | WTA Aurora        | tapijt (i)    | Manon Bollegraf     | 6-3, 6-4      |
| 07.              | 1991-04-14 | WTA Japan (Tokio) | hardcourt     | Sabine Appelmans    | 2-6, 6-2, 6-1 |
| 08.              | 1992-06-20 | WTA Eastbourne    | gras          | Linda Wild          | 6-4, 6-4      |
| 09.              | 1993-06-13 | WTA Birmingham    | gras          | Zina Garrison       | 6-4, 2-6, 6-3 |
| 10.              | 1994-06-12 | WTA Birmingham    | gras          | Zina Garrison       | 6-2, 6-2      |
| verloren finales |            |                   |               |                     |               |
| 01.              | 1986-03-02 | WTA Oklahoma      | tapijt (i)    | Marcella Mesker     | 4-6, 6-4, 3-6 |
| 02.              | 1986-07-20 | WTA Newport (VS)  | gras          | Pam Shriver         | 4-6, 2-6      |
| 03.              | 1987-02-15 | WTA Oklahoma      | hardcourt (i) | Elizabeth Smylie    | 6-4, 3-6, 5-7 |
| 04.              | 1987-03-29 | WTA Piscataway    | tapijt (i)    | Helena Suková       | 0-6, 3-6      |
| 05.              | 1987-10-04 | WTA New Orleans   | tapijt (i)    | Chris Evert         | 3-6, 5-7      |
| 06.              | 1988-05-22 | WTA Genève        | gravel        | Barbara Paulus      | 4-6, 7-5, 1-6 |
| 07.              | 1989-02-05 | WTA Tokio         | tapijt (i)    | Martina Navrátilová | 7-6, 3-6, 6-7 |
| 08.              | 1991-07-28 | WTA Westchester   | hardcourt     | Isabelle Demongeot  | 4-6, 4-6      |
| 09.              | 1992-02-23 | WTA Oklahoma      | hardcourt (i) | Zina Garrison       | 5-7, 6-3, 6-7 |
| 10.              | 1995-06-18 | WTA Birmingham    | gras          | Zina Garrison       | 3-6, 3-6      |
| 11.              | 1995-11-12 | WTA Philadelphia  | tapijt (i)    | Steffi Graf         | 1-6, 6-4, 3-6 |

### WTA-finaleplaatsen vrouwendubbelspel
| nr.              | finale     | toernooi            | ondergrond    | partner             | tegenstandsters                        | score          |         |
| ---------------- | ---------- | ------------------- | ------------- | ------------------- | -------------------------------------- | -------------- | ------- |
| gewonnen finales |            |                     |               |                     |                                        |                |         |
| 01.              | 1983-10-02 | WTA Bakersfield     | hardcourt     | Kylie Copeland      | Ann Henricksson Patricia Medrado       | 6-4, 6-3       | details |
| 02.              | 1985-10-27 | WTA Brighton        | tapijt (i)    | Catherine Suire     | Barbara Potter Helena Suková           | 4-6, 7-6, 6-4  | details |
| 03.              | 1986-11-02 | WTA Indianapolis    | hardcourt (i) | Zina Garrison       | Candy Reynolds Anne Smith              | 4-5, opg.      | details |
| 04.              | 1986-11-16 | WTA San Juan        | hardcourt     | Mercedes Paz        | Gigi Fernández Robin White             | 6-2, 3-6, 6-4  | details |
| 05.              | 1986-12-07 | WTA Buenos Aires    | gravel        | Mercedes Paz        | Manon Bollegraf Nicole Jagerman        | 6-1, 2-6, 6-1  | details |
| 06.              | 1987-03-29 | WTA Piscataway      | tapijt (i)    | Gigi Fernández      | Betsy Nagelsen Elizabeth Smylie        | 6-1, 6-4       | details |
| 07.              | 1987-07-19 | WTA Newport (VS)    | gras          | Gigi Fernández      | Anne Hobbs Kathy Jordan                | 7-6, 7-5       | details |
| 08.              | 1987-08-23 | WTA Toronto         | hardcourt     | Zina Garrison       | Claudia Kohde-Kilsch Helena Suková     | 6-1, 6-2       | details |
| 09.              | 1987-08-30 | WTA Mahwah          | hardcourt     | Gigi Fernández      | Anne Hobbs Elizabeth Smylie            | 6-3, 6-2       | details |
| 10.              | 1987-10-04 | WTA New Orleans     | tapijt (i)    | Zina Garrison       | Mareen Louie Heather Ludloff           | 6-3, 6-3       | details |
| 11.              | 1988-02-14 | WTA Dallas          | tapijt (i)    | Eva Pfaff           | Gigi Fernández Zina Garrison           | 2-6, 6-4, 7-5  | details |
| 12.              | 1988-03-05 | WTA San Antonio     | hardcourt     | Helena Suková       | Rosalyn Fairbank Gretchen Magers       | 6-3, 6-7, 6-2  | details |
| 13.              | 1988-04-10 | WTA Hilton Head     | gravel        | Martina Navrátilová | Claudia Kohde-Kilsch Gabriela Sabatini | 6-2, 2-6, 6-3  | details |
| 14.              | 1988-10-30 | WTA Brighton        | tapijt (i)    | Betsy Nagelsen      | Isabelle Demongeot Nathalie Tauziat    | 7-6, 2-6, 7-6  | details |
| 15.              | 1988-11-13 | WTA Chicago         | tapijt (i)    | Betsy Nagelsen      | Larisa Savtsjenko Natallja Zverava     | 6-4, 3-6, 6-4  | details |
| 16.              | 1989-03-05 | WTA Oklahoma        | hardcourt (i) | Betsy Nagelsen      | Elise Burgin Elizabeth Smylie          | walk-over      | details |
| 17.              | 1989-05-28 | WTA Genève          | gravel        | Katrina Adams       | Larisa Savtsjenko Natallja Zverava     | 2-6, 6-3, 6-4  | details |
| 18.              | 1989-07-23 | WTA Newport (VS)    | gras          | Gigi Fernández      | Elizabeth Smylie Wendy Turnbull        | 6-3, 6-7, 7-5  | details |
| 19.              | 1989-10-29 | WTA Brighton        | tapijt (i)    | Katrina Adams       | Hana Mandlíková Jana Novotná           | 4-6, 7-6, 6-4  | details |
| 20.              | 1989-11-05 | WTA Indianapolis    | hardcourt (i) | Katrina Adams       | Claudia Porwik Larisa Savtsjenko       | 6-4, 6-4       | details |
| 21.              | 1991-05-26 | WTA Straatsburg     | gravel        | Stephanie Rehe      | Manon Bollegraf Mercedes Paz           | 6-7, 6-4, 6-4  | details |
| 22.              | 1991-10-06 | WTA Milaan          | tapijt (i)    | Sandy Collins       | Sabine Appelmans Raffaella Reggi       | 7-6, 6-3       | details |
| 23.              | 1992-02-23 | WTA Oklahoma        | hardcourt (i) | Nicole Provis       | Katrina Adams Manon Bollegraf          | 3-6, 6-4, 7-6  | details |
| 24.              | 1992-06-14 | WTA Birmingham      | gras          | Rennae Stubbs       | Sandy Collins Elna Reinach             | 5-7, 6-3, 8-6  | details |
| 25.              | 1992-08-23 | WTA Montréal        | hardcourt     | Rennae Stubbs       | Gigi Fernández Natallja Zverava        | 3-6, 7-5, 7-5  | details |
| 26.              | 1993-06-13 | WTA Birmingham      | gras          | Martina Navrátilová | Pam Shriver Elizabeth Smylie           | 6-3, 6-4       | details |
| 27.              | 1994-04-03 | WTA Hilton Head     | gravel        | Arantxa Sánchez     | Gigi Fernández Natallja Zverava        | 6-4, 4-1, opg. | details |
| 28.              | 1994-05-22 | WTA Straatsburg     | gravel        | Rennae Stubbs       | Patricia Tarabini Caroline Vis         | 6-3, 3-6, 6-2  | details |
| 29.              | 1995-11-05 | WTA Oakland         | tapijt (i)    | Helena Suková       | Katrina Adams Zina Garrison            | 3-6, 6-4, 6-3  | details |
| 30.              | 1995-11-12 | WTA Philadelphia    | tapijt (i)    | Helena Suková       | Meredith McGrath Larisa Neiland        | 4-6, 6-3, 6-4  | details |
| 31.              | 1998-11-01 | WTA Québec          | tapijt (i)    | Kimberly Po         | Chanda Rubin Sandrine Testud           | 6-7, 7-5, 6-4  | details |
| 32.              | 2001-02-25 | WTA Oklahoma        | hardcourt (i) | Amanda Coetzer      | Janet Lee Wynne Prakusya               | 6-3, 2-6, 6-0  | details |
| 33.              | 2001-09-15 | WTA Bahia           | hardcourt     | Amanda Coetzer      | Nicole Arendt Patricia Tarabini        | 6-7, 6-2, 6-4  | details |
| verloren finales |            |                     |               |                     |                                        |                |         |
| 01.              | 1985-04-07 | WTA Seabrook Island | gravel        | Elise Burgin        | Svetlana Tsjerneva Larisa Savtsjenko   | 1-6, 3-6       | details |
| 02.              | 1986-03-02 | WTA Oklahoma        | tapijt (i)    | Catherine Suire     | Marcella Mesker Pascale Paradis        | 6-2, 6-7, 1-6  | details |
| 03.              | 1986-10-12 | WTA Zürich          | tapijt (i)    | Alycia Moulton      | Steffi Graf Gabriela Sabatini          | 6-1, 4-6, 4-6  | details |
| 04.              | 1987-01-25 | Australian Open     | gras          | Zina Garrison       | Martina Navrátilová Pam Shriver        | 1-6, 0-6       | details |
| 05.              | 1987-02-15 | WTA Oklahoma        | hardcourt (i) | Kim Sands           | Svetlana Parchomenko Larisa Savtsjenko | 4-6, 4-6       | details |
| 06.              | 1987-03-29 | WTA Washington      | tapijt (i)    | Zina Garrison       | Elise Burgin Pam Shriver               | 1-6, 6-3, 4-6  | details |
| 07.              | 1987-04-12 | WTA Hilton Head     | gravel        | Zina Garrison       | Mercedes Paz Eva Pfaff                 | 6-7, 5-7       | details |
| 08.              | 1987-04-26 | WTA Houston         | gravel        | Zina Garrison       | Kathy Jordan Martina Navrátilová       | 2-6, 4-6       | details |
| 09.              | 1987-08-16 | WTA Los Angeles     | hardcourt     | Zina Garrison       | Martina Navrátilová Pam Shriver        | 3-6, 4-6       | details |
| 10.              | 1987-10-18 | WTA Filderstadt     | hardcourt (i) | Zina Garrison       | Martina Navrátilová Pam Shriver        | 1-6, 2-6       | details |
| 11.              | 1987-11-15 | WTA Chicago         | tapijt (i)    | Zina Garrison       | Claudia Kohde-Kilsch Helena Suková     | 4-6, 3-6       | details |
| 12.              | 1988-04-24 | WTA Houston         | gravel        | Martina Navrátilová | Katrina Adams Zina Garrison            | 7-6, 2-6, 4-6  | details |
| 13.              | 1988-07-17 | WTA Newport (VS)    | gras          | Gigi Fernández      | Rosalyn Fairbank Barbara Potter        | 4-6, 3-6       | details |
| 14.              | 1988-10-09 | WTA New Orleans     | hardcourt     | Betsy Nagelsen      | Beth Herr Candy Reynolds               | 4-6, 4-6       | details |
| 15.              | 1988-12-04 | WTA Adelaide        | hardcourt     | Jana Novotná        | Sylvia Hanika Claudia Kohde-Kilsch     | 5-7, 7-6, 4-6  | details |
| 16.              | 1989-03-26 | WTA Miami           | hardcourt     | Gigi Fernández      | Jana Novotná Helena Suková             | 6-7, 4-6       | details |
| 17.              | 1989-04-30 | WTA Houston         | gravel        | Gigi Fernández      | Katrina Adams Zina Garrison            | 3-6, 4-6       | details |
| 18.              | 1991-02-17 | WTA Aurora          | tapijt (i)    | Patty Fendick       | Lise Gregory Gretchen Magers           | 4-6, 4-6       | details |
| 19.              | 1991-07-28 | WTA Westchester     | hardcourt     | Katrina Adams       | Rosalyn Nideffer Lise Gregory          | 5-7, 4-6       | details |
| 20.              | 1991-10-13 | WTA Zürich          | tapijt (i)    | Zina Garrison       | Jana Novotná Andrea Strnadová          | 4-6, 3-6       | details |
| 21.              | 1991-10-27 | WTA Brighton        | tapijt (i)    | Zina Garrison       | Pam Shriver Natallja Zverava           | 1-6, 2-6       | details |
| 22.              | 1992-05-24 | WTA Straatsburg     | gravel        | Mercedes Paz        | Patty Fendick Andrea Strnadová         | 3-6, 4-6       | details |
| 23.              | 1993-01-17 | WTA Sydney          | hardcourt     | Rennae Stubbs       | Pam Shriver Elizabeth Smylie           | 6-7, 2-6       | details |
| 24.              | 1993-02-07 | WTA Tokio           | tapijt (i)    | Rennae Stubbs       | Martina Navrátilová Helena Suková      | 4-6, 3-6       | details |
| 25.              | 1995-03-12 | WTA Delray Beach    | hardcourt     | Larisa Neiland      | Mary Joe Fernandez Jana Novotná        | 4-6, 0-6       | details |
| 26.              | 1995-10-22 | WTA Brighton        | tapijt (i)    | Helena Suková       | Meredith McGrath Larisa Neiland        | 5-7, 1-6       | details |
| 27.              | 1996-01-14 | WTA Sydney          | hardcourt     | Helena Suková       | Lindsay Davenport Mary Joe Fernandez   | 3-6, 3-6       | details |
| 28.              | 1996-02-25 | WTA Essen           | tapijt (i)    | Helena Suková       | Meredith McGrath Larisa Neiland        | 6-3, 3-6, 2-6  | details |
| 29.              | 1996-06-16 | WTA Birmingham      | gras          | Nathalie Tauziat    | Elizabeth Smylie Linda Wild            | 3-6, 6-3, 1-6  | details |
| 30.              | 1996-11-17 | WTA Philadelphia    | tapijt (i)    | Nicole Arendt       | Lisa Raymond Rennae Stubbs             | 4-6, 6-3, 3-6  | details |
| 31.              | 1997-06-22 | WTA Eastbourne      | gras          | Helena Suková       | Nicole Arendt Manon Bollegraf          | regen          | details |
| 32.              | 2001-05-27 | WTA Straatsburg     | gravel        | Amanda Coetzer      | Silvia Farina Iroda Tulyaganova        | 1-6, 6-7       | details |

### Finaleplaatsen gemengd dubbelspel
| nr.              | finale     | toernooi      | ondergrond | partner          | tegenstanders                   | score         |         |
| ---------------- | ---------- | ------------- | ---------- | ---------------- | ------------------------------- | ------------- | ------- |
| gewonnen finales |            |               |            |                  |                                 |               |         |
| 1.               | 1988-06-05 | Roland Garros | gravel     | Jorge Lozano     | Brenda Schultz Michiel Schapers | 7-5, 6-2      | details |
| verloren finales |            |               |            |                  |                                 |               |         |
| 1.               | 1987-06-07 | Roland Garros | gravel     | Sherwood Stewart | Pam Shriver Emilio Sánchez      | 3-6, 6-7      | details |
| 2.               | 1992-06-07 | Roland Garros | gravel     | Bryan Shelton    | Arantxa Sánchez Todd Woodbridge | 2-6, 3-6      | details |
| 3.               | 1994-07-03 | Wimbledon     | gras       | T.J. Middleton   | Helena Suková Todd Woodbridge   | 6-3, 5-7, 3-6 | details |

## Resultaten grandslamtoernooien
| Legenda | Legenda                          |
| ------- | -------------------------------- |
| g.t.    | geen toernooi gehouden           |
| l.c.    | lagere categorie                 |
| –       | niet deelgenomen                 |
| G       | uitgeschakeld in de groepsfase   |
| 1R      | uitgeschakeld in de eerste ronde |
| 2R      | uitgeschakeld in de tweede ronde |
| 3R      | uitgeschakeld in de derde ronde  |
| 4R      | uitgeschakeld in de vierde ronde |
| KF      | uitgeschakeld in de kwartfinale  |
| HF      | uitgeschakeld in de halve finale |
| F       | de finale verloren               |
| W       | het toernooi gewonnen            |
| w-v     | winst/verlies-balans             |

### Enkelspel
| Toernooi        | 1983 | 1984 | 1985 | 1986 | 1987 | 1988 | 1989 | 1990 | 1991 | 1992 | 1993 | 1994 | 1995 | 1996 | 1997 | 1998 | w-v   |
| --------------- | ---- | ---- | ---- | ---- | ---- | ---- | ---- | ---- | ---- | ---- | ---- | ---- | ---- | ---- | ---- | ---- | ----- |
| Australian Open | 3R   | –    | 2R   | g.t. | KF   | 4R   | 1R   | 1R   | 3R   | 1R   | 2R   | –    | 3R   | 2R   | 1R   | –    | 14-12 |
| Roland Garros   | –    | 2R   | 2R   | 1R   | 1R   | 3R   | 2R   | 1R   | 1R   | 3R   | 2R   | 3R   | 1R   | –    | 1R   | 1R   | 10-14 |
| Wimbledon       | –    | 1R   | 1R   | KF   | 2R   | 3R   | 4R   | 3R   | 3R   | 3R   | 2R   | HF   | 1R   | 3R   | 1R   | 3R   | 26-15 |
| US Open         | –    | 4R   | 1R   | 1R   | HF   | 3R   | 1R   | 2R   | 2R   | 3R   | 2R   | 1R   | 2R   | 1R   | 1R   | 2R   | 17-15 |

### Vrouwendubbelspel
| Toernooi        | 1983 | 1984 | 1985 | 1986 | 1987 | 1988 | 1989 | 1990 | 1991 | 1992 | 1993 | 1994 | 1995 | 1996 | 1997 | 1998 | 1999 | 2000 | 2001 | 2002 | w-v   |
| --------------- | ---- | ---- | ---- | ---- | ---- | ---- | ---- | ---- | ---- | ---- | ---- | ---- | ---- | ---- | ---- | ---- | ---- | ---- | ---- | ---- | ----- |
| Australian Open | 3R   | 2R   | 2R   | g.t. | F    | –    | KF   | 3R   | 3R   | 3R   | KF   | –    | KF   | 1R   | 3R   | –    | –    | –    | –    | KF   | 25-13 |
| Roland Garros   | –    | 1R   | 2R   | 1R   | KF   | 3R   | 2R   | 3R   | 1R   | KF   | KF   | 3R   | 1R   | –    | 2R   | 2R   | –    | 1R   | 1R   | 2R   | 20-17 |
| Wimbledon       | –    | 2R   | 1R   | 1R   | HF   | KF   | KF   | 3R   | KF   | KF   | KF   | 3R   | KF   | 2R   | 3R   | 3R   | 1R   | 2R   | 3R   | 2R   | 36-19 |
| US Open         | –    | 2R   | 3R   | 3R   | KF   | KF   | 1R   | KF   | 3R   | KF   | KF   | –    | HF   | HF   | 1R   | 1R   | 2R   | 3R   | 2R   | 1R   | 34-18 |

### Gemengd dubbelspel
| Toernooi        | 1986 | 1987 | 1988 | 1989 | 1990 | 1991 | 1992 | 1993 | 1994 | 1995 | 1996 | 1997 | 1998 | 1999 | 2000 | 2001 | 2002 | w-v   |
| --------------- | ---- | ---- | ---- | ---- | ---- | ---- | ---- | ---- | ---- | ---- | ---- | ---- | ---- | ---- | ---- | ---- | ---- | ----- |
| Australian Open | g.t. | KF   | 1R   | –    | 1R   | 1R   | 1R   | –    | –    | KF   | 2R   | HF   | –    | –    | –    | –    | 1R   | 7-9   |
| Roland Garros   | 1R   | F    | W    | 1R   | 1R   | 1R   | F    | 2R   | 3R   | 2R   | –    | 2R   | KF   | –    | –    | –    | –    | 21-11 |
| Wimbledon       | –    | 1R   | KF   | HF   | 3R   | 1R   | HF   | 2R   | F    | 3R   | 3R   | 3R   | 2R   | 1R   | 2R   | 2R   | –    | 28-15 |
| US Open         | 1R   | 2R   | 1R   | –    | 1R   | 1R   | KF   | 1R   | –    | 1R   | 1R   | 1R   | –    | –    | 1R   | –    | –    | 3-11  |